# Alvis 12/50
Alvis 12/50 är en bilmodell från Alvis. Den producerades i 3616 exemplar mellan 1923 och 1933. Produktionen stoppades 1929 när Alvis istället satsade på framhjulsdrivna bilar. Men den satsningen misslyckades och modellen återintroducerades snabbt. 